# Ayşe Sultan (Haseki di Murad IV)
Ayşe Sultan (turco ottomano: عایشه سلطان, lett. "vita"; ... – Costantinopoli, 1680) è stata l'Haseki Sultan del sultano ottomano Murad IV.

## Biografia
Di origini sconosciute, anche se è stata proposta per lei un'origine greca, comparve nell'harem di Murad IV intorno al 1627 e nel giro di un anno ne divenne la principale favorita e Haseki Sultan, anche se non fu mai la sua unica concubina. Diede al sultano dei figli, ma il loro numero e identità è sconosciuto, ad eccezione di una nota secondo cui il sultano ebbe dodici figli dalla sua favorita e che potrebbe riferirsi a lei. 
Venne descritta come una donna bellissima "fuori ma non dentro", ed era in pessimi rapporti con la madre di Murad, la Valide Sultan e reggente Kösem Sultan, che cercava continuamente di surclassare in termini di potere e apparenza. Pare fosse anche coinvolta nella decisione di Murad di giustiziare i suoi fratelli e fratellastri Şehzade Selim, Bayezid, Süleyman e Kasım. Fino al 1633 il suo stipendio era di 1.000 aspri al giorno, ma in seguito fu raddoppiato a 2.000 aspri quando Murad pose fine alla reggenza materna e prese il controllo diretto dell'Impero e della corte, esprimendo la sua indipendenza con un generale aumento degli stipendi e delle dimensioni sia della corte che dell'harem. 
Verso la fine del regno di Murad potrebbe essere caduta in disgrazia, dal momento che i registri privati indicano la comparsa di una seconda concubina che potrebbe aver detenuto il titolo di Haseki insieme a lei, il che sarebbe il primo caso di convivenza di due Haseki nella storia ottomana. Questa concubina, il cui nome e titolo sono discussi, detenne per sette mesi lo stipendio record di 2.751 aspri al giorno, prima di vederlo ridotto a 2.000. 
Dopo la morte di Murad nel 1640, Ayşe fu come da tradizione confinata nell'Eski Saray, dove morì nel 1680. 

## Cultura popolare
Nella serie TV storica turca Il secolo magnifico: Kösem, Ayşe Sultan è interpretata dall'attrice Leyla Feray. È rappresentata come la madre di tre figli, Şehzade Ahmed, Hanzade Sultan e Kaya Sultan, e muore suicida insieme ai due figli maggiori prima del 1640. 